# Coenotephria balva
Coenotephria balva är en fjärilsart som beskrevs av Thierry-mieg 1910. Coenotephria balva ingår i släktet Coenotephria och familjen mätare. Inga underarter finns listade i Catalogue of Life.